# NGC 2289
NGC 2289 è una galassia lenticolare situata nella costellazione dei Gemelli, a una distanza di circa 242 milioni di anni luce dalla nostra Via Lattea.

## Scoperta
La galassia è stata scoperta il 4 febbraio 1793 dall'astronomo britannico di origine tedesca William Herschel.

## Descrizione
Nella stessa area di cielo di NGC 2289, nelle immagini sono visibili anche le galassie NGC 2288 e NGC 2290.